# Bojarkaella
Bojarkaella es un género de foraminífero bentónico de la Subfamilia Ichthyolariinae, de la familia Ichthyolariidae, de la superfamilia Robuloidoidea, del suborden Lagenina y del orden Lagenida. Su especie tipo es Bojarkaella firma. Su rango cronoestratigráfico abarca desde el Jurásico medio hasta el Berriasiense (Cretácico inferior).

## Clasificación
Bojarkaella incluye a las siguientes especies:
- Bojarkaella firma †
- Bojarkaella lagenoides †
- Bojarkaella scrobiculata †
- Bojarkaella seminuda †
- Bojarkaella turbiformis †